# Mieczysław Engiel
Mieczysław Engiel (ur. 5 lipca 1890 w Libawie, zm. 17 września 1943 w Wilnie) – polski adwokat, poseł na Sejm Litwy Środkowej, działacz katolicki na Wileńszczyźnie, porucznik audytor rezerwy Wojska Polskiego.

## Życiorys
Syn Jana i Heleny z Rodziewiczów. Edukację rozpoczął w gimnazjum w Kownie. Od 1908 studiował prawo w Petersburgu, gdzie wspólnie z kolegami (Polakami z Wilna, Libawy i Dyneburga), założył organizację "Odrodzenie". Nawiązywała ona programowo do tradycji filomatów wileńskich. Po ukończeniu studiów zamieszkał w Wilnie, gdzie został nauczycielem historii i geometrii w Gimnazjum Męskim Stowarzyszenia Nauczycielstwa Polskiego.
W 1920 wstąpił jako ochotnik do Wojska Polskiego. Po wygranej wojnie polsko-bolszewickiej przeniesiony został do rezerwy w stopniu porucznika ze starszeństwem z 1 czerwca 1919 w korpusie oficerów sądowych (od 1 stycznia 1937 - korpusie audytorów).
Po zajęciu Litwy Środkowej przez wojska gen. Żeligowskiego (bunt Żeligowskiego), 9 października 1920 był jednym z sygnatariuszy odezwy "Do ludności Litwy Środkowej", którzy jako członkowie Tymczasowej Komisji Rządzącej podpisali ją obok generała (Engiel zasiadł w TKR jako przedstawiciel Straży Kresowej). W strukturze Tymczasowej Komisji Rządzącej 12 października 1920 Mieczysław Engiel został mianowany przez Naczelnego dowódcę Wojsk Litwy Środkowej gen. Lucjana Żeligowskiego na stanowisko Dyrektora Departamentu Pracy i Opieki Społecznej i tymczasowo na funkcję dyrektora Departamentu Sprawiedliwości.
W II Rzeczypospolitej, po utworzeniu w Wilnie administracji polskiej oraz sądownictwa, został wpisany na listę wileńskich adwokatów. Brał udział w posiedzeniach i pracach Rady Miejskiej. W październiku 1920 objął stanowisko dyrektora Departamentu Pracy i Opieki Społecznej w Tymczasowej Komisji Rządzącej Środkową Litwą i sprawował tę funkcję do stycznia 1922. W tym samym roku został wybrany posłem na Sejm Wileński, gdzie sprawował stanowisko sekretarza prezydium.
Od początku lat 20. uczestniczył w życiu społecznym Wilna. W 1922 został prezesem Centrali Chrześcijańskich Związków Zawodowych. Utrzymywał także kontakty z robotniczym stowarzyszeniem kulturalnym "Jedność". Działał na rzecz utworzenia instytucji społecznych i wniósł duży wkład w organizowanie i działalność Kasy Chorych w Wilnie. Podjął także współpracę publicystyczną z czasopismami "Prąd", "Dziennik Wileński" oraz "Wileński Przegląd Prawniczy".
W praktyce adwokackiej uczył zawodu przyszłych prawników. Aplikację w jego kancelarii uzyskali m.in. Józef Zmitrowicz, Stanisław Węsławski, Kazimiera Łuczywek-Ilcewiczówna oraz inni. W procesach politycznych lat 30. wygłaszał skuteczne mowy obrończe jako mecenas – był obrońcą działaczy akademickich (głównie powiązanych z ugrupowaniami lewicowymi), w procesie politycznym w 1936 w Sądzie Okręgowym w Wilnie oraz w 1937 w Sądzie Apelacyjnym w Warszawie.
Członek Związku Ludowo-Narodowego i Stronnictwa Narodowego.
W kampanii wrześniowej w 1939 został zmobilizowany do służby wojskowej, po zakończeniu walk powrócił do Wilna i poświęcił czas rodzinie (żona i dwie córki). Po zajęciu Wilna przez wojska litewskie udzielał pomocy mieszkańcom miasta, którzy nie znali języka litewskiego wprowadzonego oprócz administracji również do sądownictwa wbrew międzynarodowym przepisom mówiącym o bezpośredniości przewodu sądowego. Swoją działalnością w 1940 naraził się szowinistycznym organizacjom litewskim. 
W 1940 udzielał pomocy polskim teatrom w Wilnie, prowadząc sprawy administracyjne – po zamknięciu Teatru Dramatycznego na Pohulance wystąpił z protestem do władz i udzielał pomocy bezrobotnym artystom w poszukiwaniach innego zajęcia. 
Mieczysław Engiel został aresztowany przez gestapo w nocy z 16 na 17 września 1943 jako zakładnik po wykonaniu przez ruch oporu wyroku na funkcjonariuszu litewskiej policji bezpieczeństwa Saugumy, Marionie Padobasie, i następnie rozstrzelany w dniu 17 września 1943 w egzekucji masowej w Ponarach.